# Kościół Matki Bożej Królowej Polski w Zacharzynie
Kościół Matki Bożej Królowej Polski w Zacharzynie – rzymskokatolicki kościół filialny należący do parafii św. Józefa w Raczynie (dekanat chodzieski archidiecezji gnieźnieńskiej).
Kościół został zbudowany w 1877 roku. Budowla jest orientowana, wybudowana na planie prostokąta z półkolistą absydą prezbiterium oraz wieżą na planie kwadratu z przodu. Elewacje ceglane są symetrycznie rozczłonkowane dwupoziomowo umieszczonymi otworami okiennymi zamkniętymi półkoliście, pomiędzy którymi lizeny są zwieńczone skromnym ceglanym fryzem, na absydzie fryzem arkadowym. Wnętrze jednonawowe nakrywa drewniany strop z ozdobnymi ściągaczami. Nawę obiegają z trzech stron drewniane empory podparte równomiernie umieszczonymi słupami z dekoracją ciesielską. Prezbiterium otwarte jest od nawy arkadą i nakrywa je murowane sklepienie konchowe. Budowla to przykład wiejskiej świątyni ewangelickiej, charakterystycznej dla północno-zachodniej Polski, zbudowanej w formach zaczerpniętych z architektury romańskiej i renesansowej, według wzorów przyjętych dla architektury sakralnej końca XIX stulecia. Świątynia jest dominantą architektoniczną wsi Zacharzyn. W 2006 roku została wykonana iluminacja kościoła. W 2011 roku zostało udzielone przez Konserwatora Zabytków pozwolenie na wymalowanie ścian wewnętrznych świątyni z zachowaniem ich obecnej kolorystyki oraz przebudowę ogrodzenia wokół świątyni.